# Classe Francesco Caracciolo
La classe Francesco Caracciolo di navi da battaglia fu progettata per la Regia Marina tra il 1912 e il 1913 dal generale del genio navale Edgardo Ferrati, in risposta alla classe Ersatz Monarch della k.u.k. Kriegsmarine e alla classe Queen Elizabeth della Royal Navy. Delle quattro unità impostate nessuna venne mai completata.

## Sviluppo
Nel 1911 il Capo di Stato Maggiore della Regia Marina, viceammiraglio Giovanni Bettolo ed il Ministro della Marina, viceammiraglio Pasquale Leonardi Cattolica, indissero un concorso per la progettazione di una nave da battaglia del moderno tipo ”super-dreadnought”. Le caratteristiche di base riguardavano un'unità da 35.000 tonnellate a p.c., 28 nodi di velocità, ed armamento su 12 cannoni da 381 mm e 20 da 152. Al concorso parteciparono i cantieri Ansaldo di Sestri Ponente, Orlando di Livorno ed il cantiere Odero di Genova-Foce. La Regia Marina vi prese parte con i progetti dei maggiori generali del Genio Navale Edgardo Ferrati e Agostino Carpi, e dei colonnelli G.N. Giuseppe Rota e Gioacchino Russo. Dopo un attento esame dei progetti venne incaricato della stesura preliminare il maggiore generale Ferrati, che doveva lavorare tenendo presente anche le altre soluzioni presentate. La stesura definitiva fu pronta nel dicembre 1913, e vide la riduzione del dislocamento a 30 900 tonnellate, e la riduzione dell'armamento a 8 pezzi da 381 in quattro impianti binati, 18 da 152, 24 da 76 e 8 tubi lanciasiluri fissi da 450 mm. Dopo l'approvazione da parte del Capo di Stato maggiore della marina, viceammiraglio Paolo Thaon di Revel venne dato il via alla costruzione delle quattro unità Poco prima dell'inizio della costruzione venne deciso di dotare la zona prodiera, fino ad allora mancante di qualsiasi tipo di protezione, di una corazzatura verticale da 150 mm, alta due interponti. A causa di ciò il dislocamento salì a 31 400 tonnellate, nonostante l'armamento secondario fosse ridotto di 6 pezzi, e venne progettata la sostituzione dei cannoni antiaerei da 76/40 Mod. 1916 R.M. mm con armi automatiche Vickers-Armstrong QF 2 lb, prodotte su licenza britannica. Le quattro unità della classe Francesco Caracciolo, detta anche Grandi Ammiragli, furono ordinate nel 1914. L'unità capoclasse venne impostata sugli scali del Regio Cantiere Navale di Castellammare di Stabia il 12 ottobre dello stesso anno. Entro il giugno del 1915 vennero iniziati i lavori anche sulle rimanenti tre.

## Tecnica ed armamento
Dal punto di vista tecnico e progettuale, si trattava di navi piuttosto simili alle Queen Elizabeth inglesi. La protezione corazzata era la medesima delle altre navi da battaglia contemporanee.
Le Francesco Caracciolo disloccavano 34 000 tonnellate a pieno carico, erano lunghe 212,08 m f.t (fuori tutto), e 210,60 al galleggiamento. La larghezza massima era di 29,60 m, all'altezza di costruzione era di 13,75 m, mentre l'immersione media era di 9,50 m (con 1 800 tonnellate di nafta imbarcata).
L'apparato motore si basava su 20 caldaie Yarrow alimentate a nafta, azionanti quattro gruppi turbine Parsons a ingranaggi su quattro assi. La potenza normale erogata era di 75 000 CV, che arrivava a 105 000 CV in tiraggio forzato. La velocità massima era di 28 nodi, l'autonomia era di 8.000 miglia a 10 nodi, mentre la capacità carburante era pari a 1 800 tonnellate di nafta
L'armamento principale era costituito da otto cannoni Ansaldo 381/40 Mod. 1914, mentre quello secondario prevedeva 12 cannoni da 152/45 in impianti singoli disposti in batteria, 8 cannoni antiaerei da 102/35 e 16 mitragliatrici a.a. Vickers da 40/39.
Rimarchevole però il distanziamento fra le torri principali, volto a prevenire che un singolo colpo fortuito bloccasse metà dell'armamento.
La protezione passiva prevedeva una corazzatura in acciaio speciale Krupp, prodotto dalla Vickers di Terni. Lo spessore massimo variava dai 400 mm delle torri di grosso calibro, ai 330 mm verticali, ai 51 orizzontali. Durante il periodo di neutralità i progettisti considerarono diverse soluzioni per migliorare la carente protezione subacquea, alla luce di quanto emergeva nel conflitto in corso. Nel novembre 1915 l'Ansaldo, con una lettera all'aiutante di bandiera del comandante in capo della flotta, ammiraglio Luigi di Savoia Duca degli Abruzzi, tornò sull'argomento della difesa subacquea con un nuovo studio che proponeva l'adozione di controcarene più profonde.

## Impiego
In seguito all'entrata dell'Italia nella prima guerra mondiale il completamento di queste unità passò in secondo piano, e la costruzione delle navi da battaglia venne sospesa nel marzo 1916, a favore del naviglio leggero (cacciatorpediniere, torpediniere e sommergibili). A quell'epoca solamente sulla capoclasse Francesco Caracciolo i lavori erano a un significativo livello di completamento (30%), mentre sulle restanti tre erano molto arretrati. Tutti i materiali già costruiti vennero rilevati dalla Regia Marina, mentre le strutture già costruite sugli scali vennero demolite entro il 1918. In seguito alla sospensione del programma, i cannoni di grosso calibro già approntati furono utilizzati in maniera diversa: imbarcati su monitori, come artiglieria costiera oppure allestiti come cannone ferroviario (il riferimento è al 381/40 AVS).
Alla fine della prima guerra mondiale si decise di completare solo l'unità capoclasse, e cancellare definitivamente il completamento delle altre tre. La difficile situazione economica in Italia all'indomani della prima guerra mondiale, e le pesanti spese delle campagne di pacificazione italiana in Libia, costrinsero a gravi riduzioni del bilancio militare. Oltre ai problemi di bilancio gli alti comandi della marina italiana non erano d'accordo sulla formazione postbellica della flotta. Una corrente sosteneva una tradizionale flotta da guerra di superficie, mentre una seconda credeva che una flotta composta da portaerei, torpediniere e sottomarini sarebbe stata più ideale. Una terza, guidata dal Ministro della Marina ammiraglio Giovanni Sechi, sosteneva che una flotta equilibrata, formata da un nucleo di navi da guerra e di portaerei, era l'opzione più flessibile da adottare. Al fine di assicurare il finanziamento necessario alle nuove costruzioni l'ammiraglio Sechi ridusse drasticamente il numero delle navi più vecchie in servizio, ed inoltre annullò anche il completamento delle navi da battaglia della classe Caracciolo.
Alla fine del 1919 il senatore Carlo Schanzer, Ministro del Tesoro, presentò alla Camera dei deputati una relazione sulla previsione di spesa per il Ministero della Marina. Tale previsione copriva un periodo che andava dal 1º luglio 1920 al 30 giugno 1921. Ricordando lo stato della flotta Schatzer ricordò la situazione incerta relativa alla nave da battaglia Caracciolo, e la mancanza di risorse finanziarie da destinare all'acquisizione di nuove navi da battaglia.
Il nuovo progetto elaborato dall'Ansaldo prevedeva un armamento principale su 8 cannoni da 381/40, mentre quello secondario era su 12 cannoni da 152/45, 8 da 102/45 antiaerei e 12 mitragliatrici da Vickers da 40/39. I lavori sulla Caracciolo ripresero nell'ottobre 1919, anche al fine di liberare lo scalo, e la nave fu varata il 12 maggio 1920.

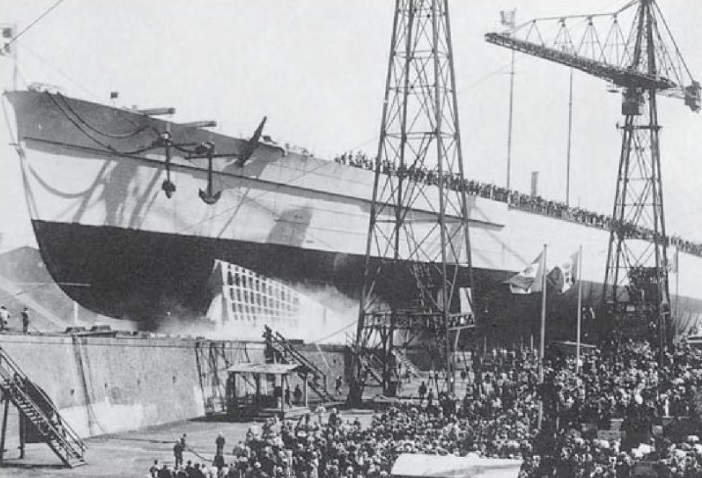
Il varo della corazzata Francesco Caracciolo avvenuto a Castellamare di Stabia il 12 maggio 1920.

Due giorni dopo il varo la nave venne trasferita a rimorchio della corazzata Caio Duilio presso l'Arsenale de La Spezia, per essere quindi riportata a Baia (Napoli) nel novembre del 1920. In quello stesso periodo il cantiere Ansaldo, su progetto elaborato dal generale GN Giuseppe Rota, pensò di riutilizzare lo scafo per la costruzione di una nave portaerei, simile all'inglese Argus, ma la Regia Marina non mostrò alcun interesse alla proposta. Il 25 ottobre dello stesso anno lo scafo fu venduto alla Società di Navigazione Generale Italiana, per essere trasformata in transatlantico veloce o nave trasporto emigranti, o nave da carico. I disegni relativi vennero elaborati dal generale del G.N. Ferrati, ma neanche questa soluzione ebbe seguito. La Caracciolo venne amministrativamente radiata dalla Regia Marina il 2 gennaio 1921. Durante i lavori della Conferenza navale di Washington all'Italia erano state assegnate 61 000 tonnellate di naviglio portaerei, e la Regia Marina riprese in considerazione un nuovo progetto di trasformazione, che prevedeva l'installazione di una sovrastruttura a isola, ma i problemi di bilancio fecero sì che neanche questa soluzione fosse adottata.. La nave venne avviata alla demolizione, e smantellata a Napoli a partire dall'autunno del 1921.

## Le navi della classe
| Nome                 | Cantiere                                         | Impostazione    | Varo           | Completamento | Destino finale                                                                                      |
| -------------------- | ------------------------------------------------ | --------------- | -------------- | ------------- | --------------------------------------------------------------------------------------------------- |
| Francesco Caracciolo | Regio Cantiere navale di Castellammare di Stabia | 12 ottobre 1914 | 12 maggio 1920 |               | Radiata il 2 gennaio 1921 e successivamente demolita                                                |
| Cristoforo Colombo   | Cantiere navale Ansaldo - Sestri Ponente         | 1º marzo 1915   |                |               | Lavori interrotti nel marzo 1916. Ciò che era stato realizzato venne demolito sullo scalo nel 1921. |
| Marcantonio Colonna  | Cantiere Odero- Genova Foce                      | 1º marzo 1915   |                |               | Lavori interrotti nel marzo 1916. Ciò che era stato realizzato venne demolito nel 1921.             |
| Francesco Morosini   | Cantiere navale fratelli Orlando - Livorno       | 20 giugno 1915  |                |               | Lavori interrotti nel marzo 1916. Ciò che era stato realizzato venne demolito sullo scalo nel 1921. |

### Pubblicazioni
- (EN) Carlo Clerici, Charles B. Robbins, Alfredo Flocchini, The 15" (381mm)/40 Guns of the Francesco Caracciolo Class Battleships, in Warship International, vol. 36, No.2, Toledo, International Naval Research Organization, 1999,  pp. pag.151–157, ISSN 0043-0374 (WC · ACNP).
- Enrico Cernuschi, Vincent P. O'Hara, Alfredo Flocchini, Search for a Flattop: The Italian Navy and the Aircraft Carrier 1907-2007, in Warship 2007 (a cura di Anthony Preston), vol. 36, No.2, Annapolis, Naval Institute Press, 2007,  pp. pag.61–80, ISBN 978-1-84486-041-8.
- Michele Cosentino, Progetti di corazzate per la regia marina, in Storia Militare, No.222, Parma, Ermanno Albertelli Edizioni Speciali s.r.l., marzo 2012, ISSN 1122-5289 (WC · ACNP).
- Antonio Mascolo, Le navi da battaglia classe Caracciolo, in Storia Militare, No.10, Parma, Ermanno Albertelli Edizioni Speciali s.r.l., luglio 1994, ISSN 1122-5289 (WC · ACNP).